# Braunkohle

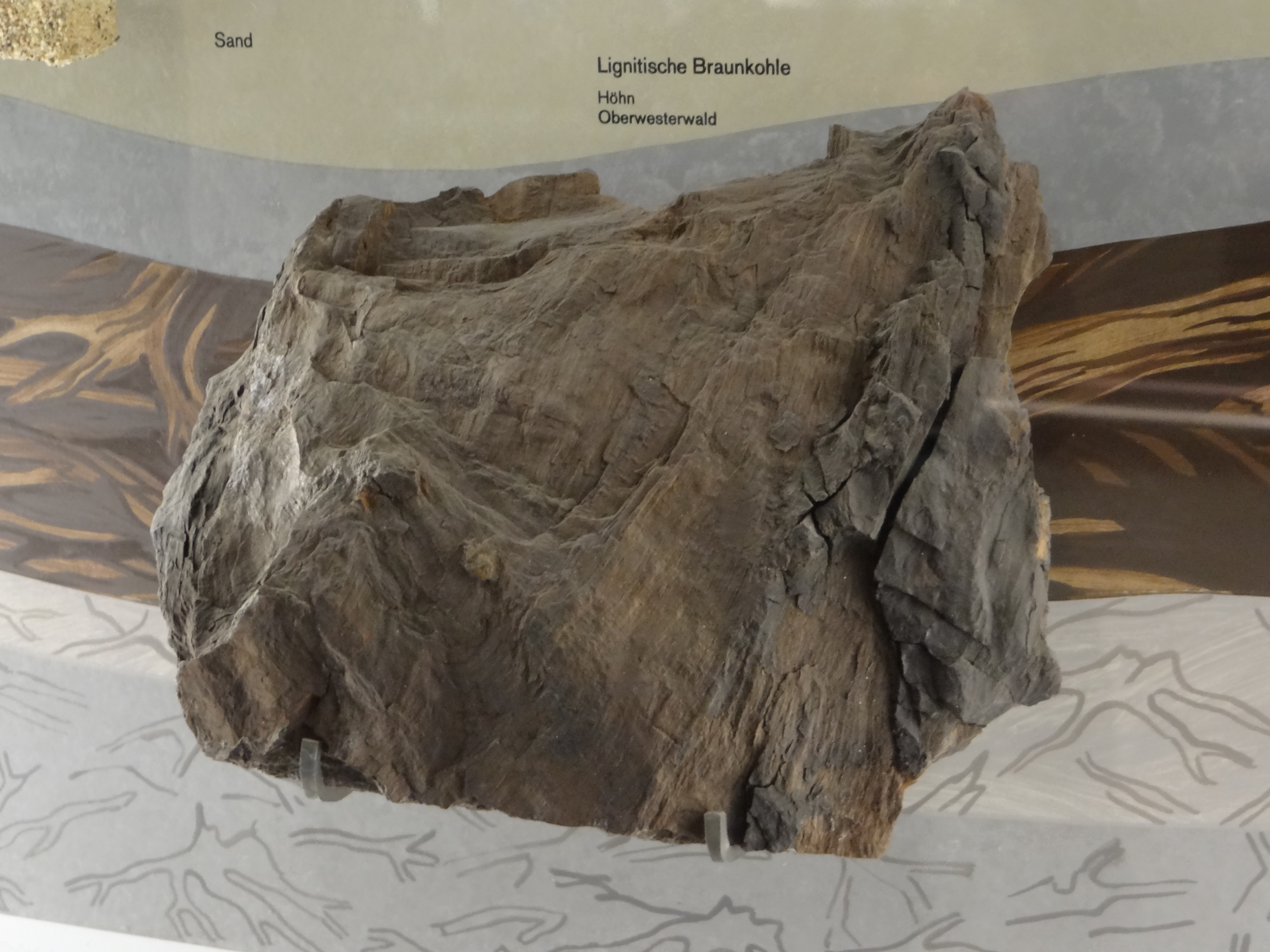
Braunkohle (Exponat im Deutschen Bergbau-Museum Bochum)

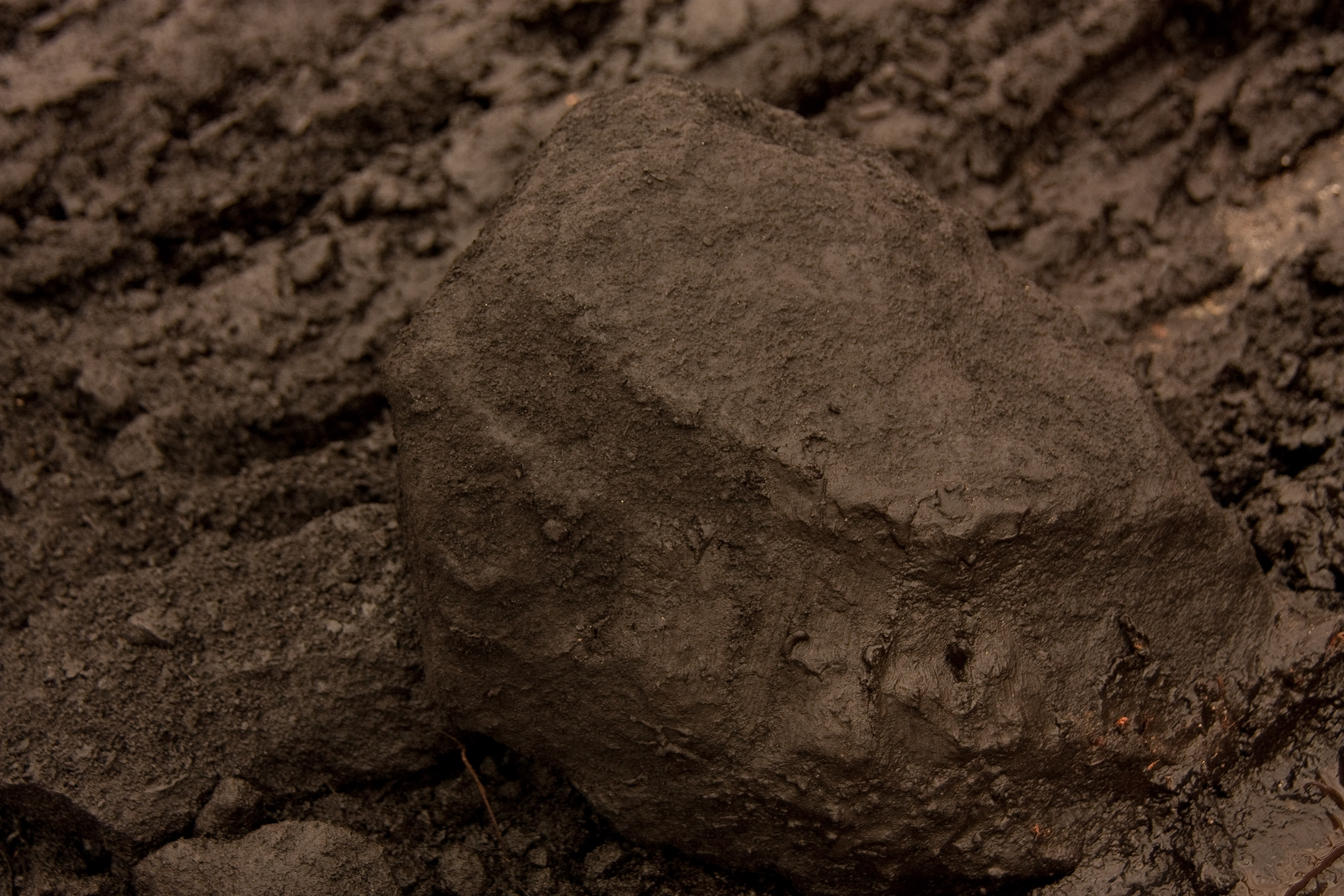
Braunkohle aus dem Tagebau Welzow-Süd, die im Heizkraftwerk Klingenberg (Berlin) vor dessen Umrüstung auf Erdgas 2017 verfeuert wurde.

Braunkohle (früher auch Turff genannt) ist ein bräunlich-schwarzes, meist lockeres Sedimentgestein, das unter Druck und Luftabschluss durch Inkohlung von organischen Substanzen entstanden ist. Braunkohle ist ein fossiler Brennstoff, der zur Energieerzeugung verwendet wird. Rohbraunkohle besitzt etwa ein Drittel des Heizwertes von Steinkohle, was etwa 8 MJ oder 2,2 kWh pro Kilogramm entspricht. Aufbereitete (getrocknete) Braunkohle hat ungefähr zwei Drittel des Heizwerts von Steinkohle.

## Entstehung

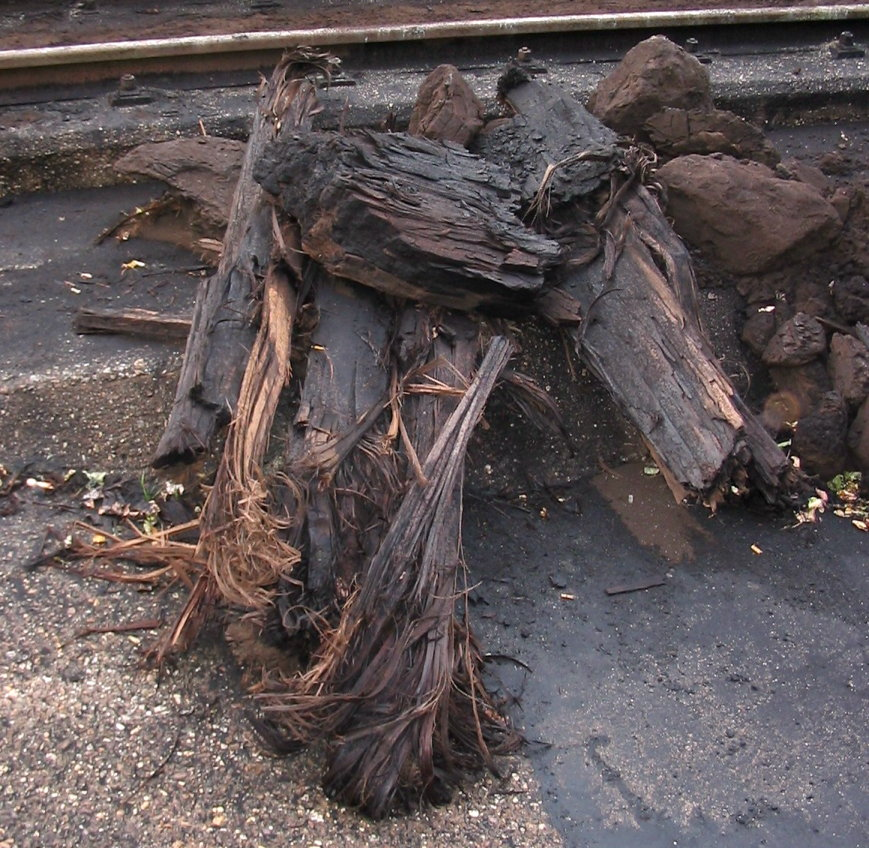
Baumstümpfe (Lignit) in der Braunkohle durch die nicht ganz durchlaufene Inkohlung

Die in Deutschland lagernde Braunkohle entstand überwiegend im Tertiär, der erdgeschichtlichen Zeit vor etwa 65 bis 2 Millionen Jahren.
Die Kohle in der Lausitz und im Rheinland entstand im Miozän (vor 5 bis 25 Millionen Jahren), diejenige um Helmstedt und Leipzig vor 50 bis 60 Millionen Jahren.
In anderen Ländern gibt es in deutlich älteren Formationen Kohlen, die in ihren physikalischen und chemischen Eigenschaften der Braunkohle ähneln (Alpentäler, Alpenvorland).
Wie bei der Steinkohle sammelte sich organisches Material abgestorbener Pflanzen, z. B. Bäume und Sträucher, in Mooren zunächst als Torf an und durchlief nach der Überdeckung mit Sedimenten unter Druck und Luftabschluss den geochemischen Prozess der Inkohlung.
Braunkohle ist schwächer inkohlt als Steinkohle. Sie hat einen höheren Schwefelgehalt und eine grobere, lockerere und porösere Grundmasse. Diese enthält manchmal große Stubbenhorizonte (mitunter ganze Baumstümpfe, siehe nebenstehendes Bild).

## Chemische Zusammensetzung
Bei asche- und wasserfreier Kohle kann von Braunkohle gesprochen werden, wenn der Kohlenstoffgehalt zwischen 58 und 73 %, der Sauerstoffanteil zwischen 21 und 36 % und der Wasserstoffanteil zwischen 4,5 und 8,5 % beträgt.
Im Rheinischen Revier enthält Braunkohle maximal 0,5 Prozent Schwefel, im Lausitzer Braunkohlerevier 0,2 bis 1,5 Prozent.
Im Mitteldeutschen Braunkohlerevier sind es maximal 2,1 Prozent und im Helmstedter Braunkohlerevier (in Betrieb bis August 2016) waren es bis zu 2,5 Prozent Schwefel (siehe auch Rauchgasentschwefelung).
Daneben enthält Braunkohle geringe Anteile diverser Spurenelemente.
Rohbraunkohle besteht etwa aus 55 % Wasser, 5 % (2…20 %) nichtbrennbaren Bestandteilen und 40 % Kohle. 

## Arten
Über die äußeren Eigenschaften der Braunkohle wird diese in:
- Weichbraunkohle,
- Hartbraunkohle,
- Mattbraunkohle und
- Glanzbraunkohle

eingeteilt.
Eine weitere Einteilung erfolgt durch ihre petrografischen und technischen Eigenschaften in
- xylitische Kohle,
- Bitumenkohle,
- Kesselkohle,
- Brikettierkohle,
- Braunkohlenkoks,
- Schwelkohle und
- Salzkohle.[2]

## Wirtschaftliche Bedeutung

### Vorräte
Die weltweit zu damaligen Preisen wirtschaftlich förderfähigen Reserven wurden im Jahre 2015 von der Bundesanstalt für Geowissenschaften und Rohstoffe (BGR) auf 317 Milliarden Tonnen Braunkohle geschätzt, davon 28,6 Prozent (90,7 Milliarden Tonnen) in Russland, 24,2 Prozent (76,7 Milliarden Tonnen) in Australien und 11,4 Prozent (36,1 Milliarden Tonnen) in Deutschland. Bei gleichbleibender Förderung (1,011 Milliarden Tonnen im Jahre 2015) könnte der Bedarf bis ins Jahr 2328 gedeckt werden.
In Deutschland würden die Vorräte, so die BGR, bei konstanter Förderung (178 Millionen Tonnen im Jahre 2015) noch für 202 Jahre ausreichen. Die Braunkohlereserven betrugen 2012 in Deutschland 40,4 Milliarden Tonnen und die -ressourcen 35,2 Milliarden Tonnen (Definition: Ressourcen = die nachgewiesene Menge Braunkohle, die derzeit technisch und/oder wirtschaftlich nicht gewonnen werden kann, sowie die nicht nachgewiesene, aber geologisch mögliche, zukünftig gewinnbare Menge einer Braunkohlelagerstätte).

### Förderung

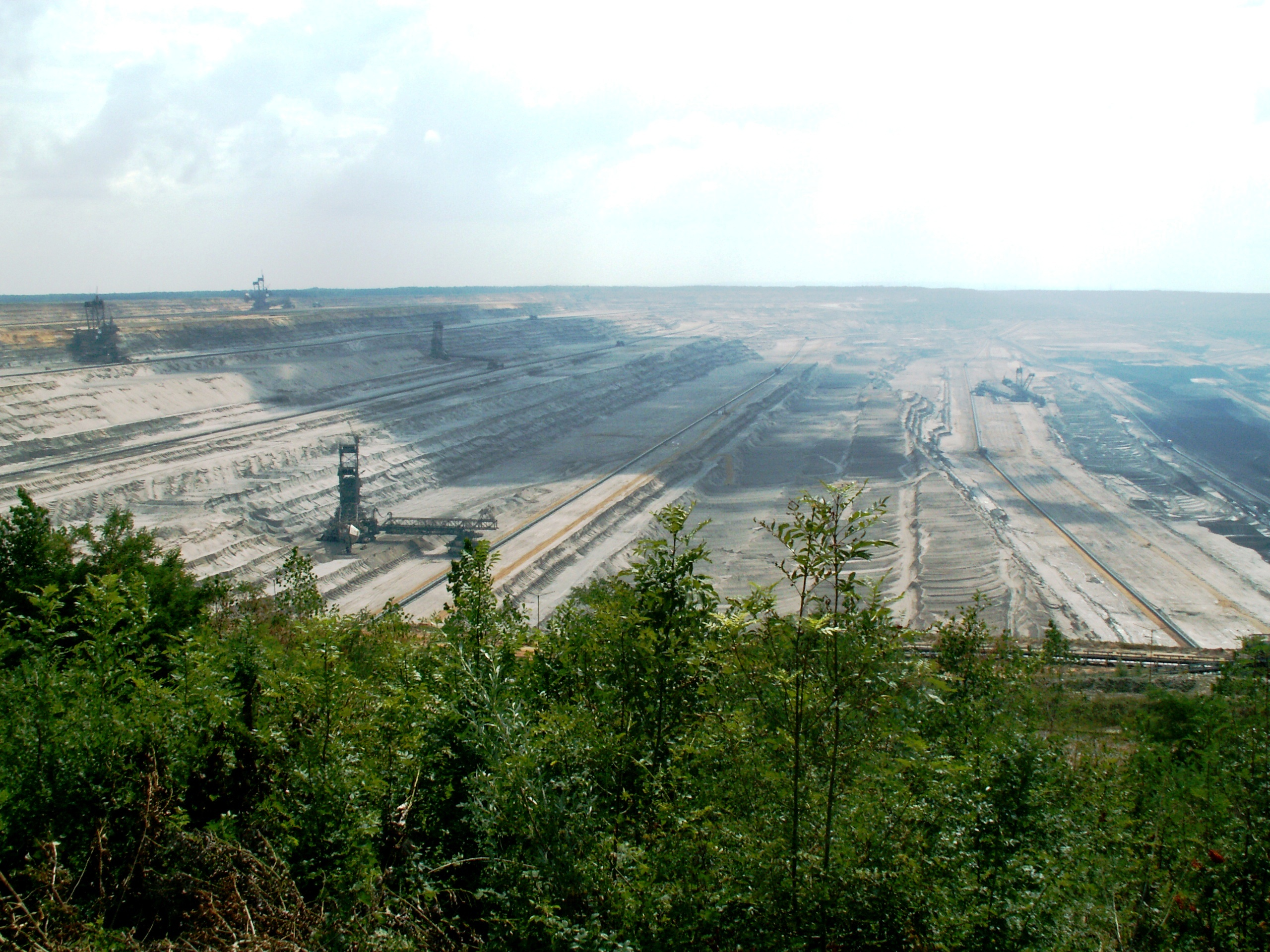
Braunkohletagebau Hambach

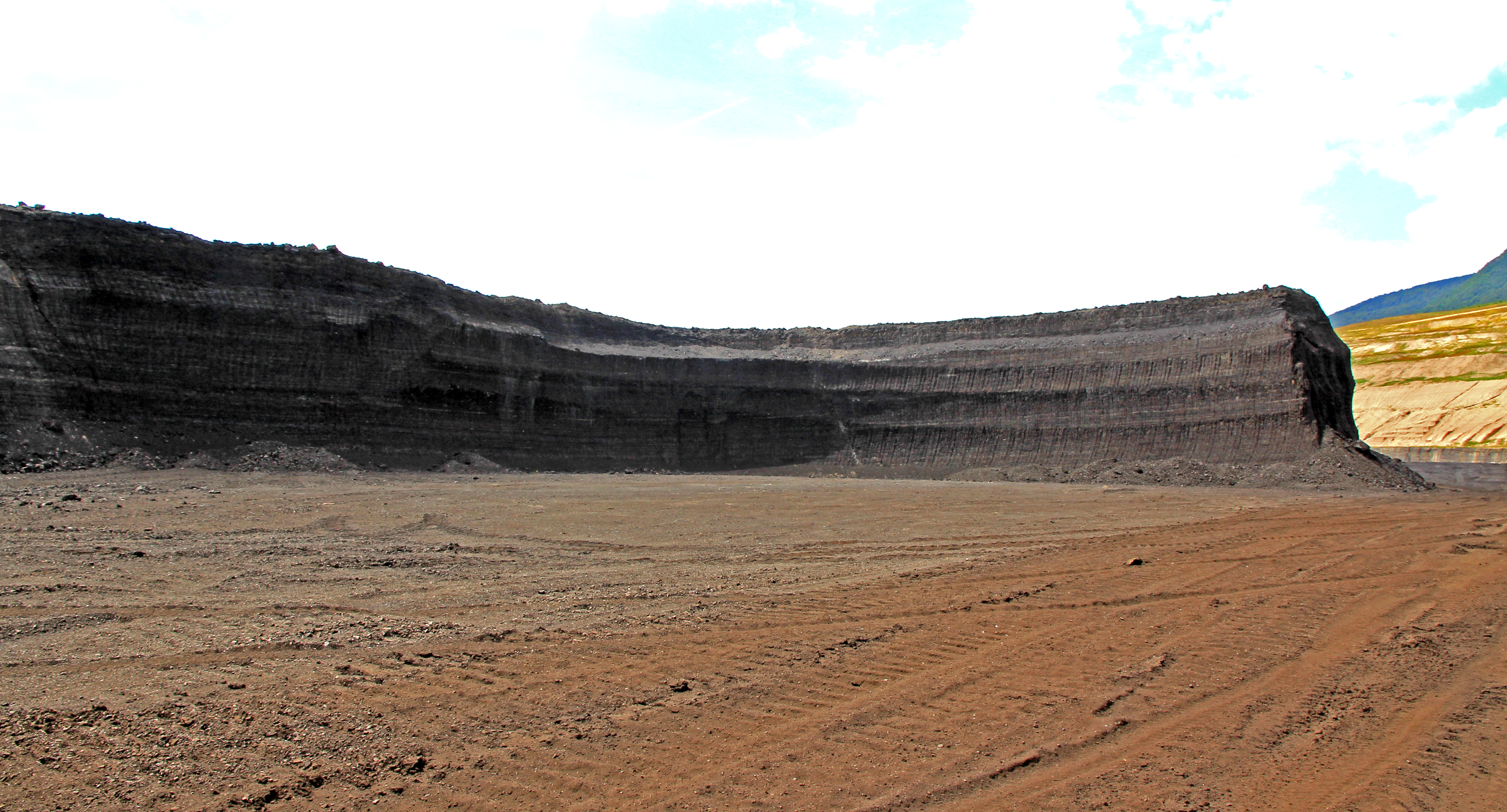
Abgeräumtes Braunkohleflöz im „Tagebau der tschechoslowakischen Armee“, Tschechien

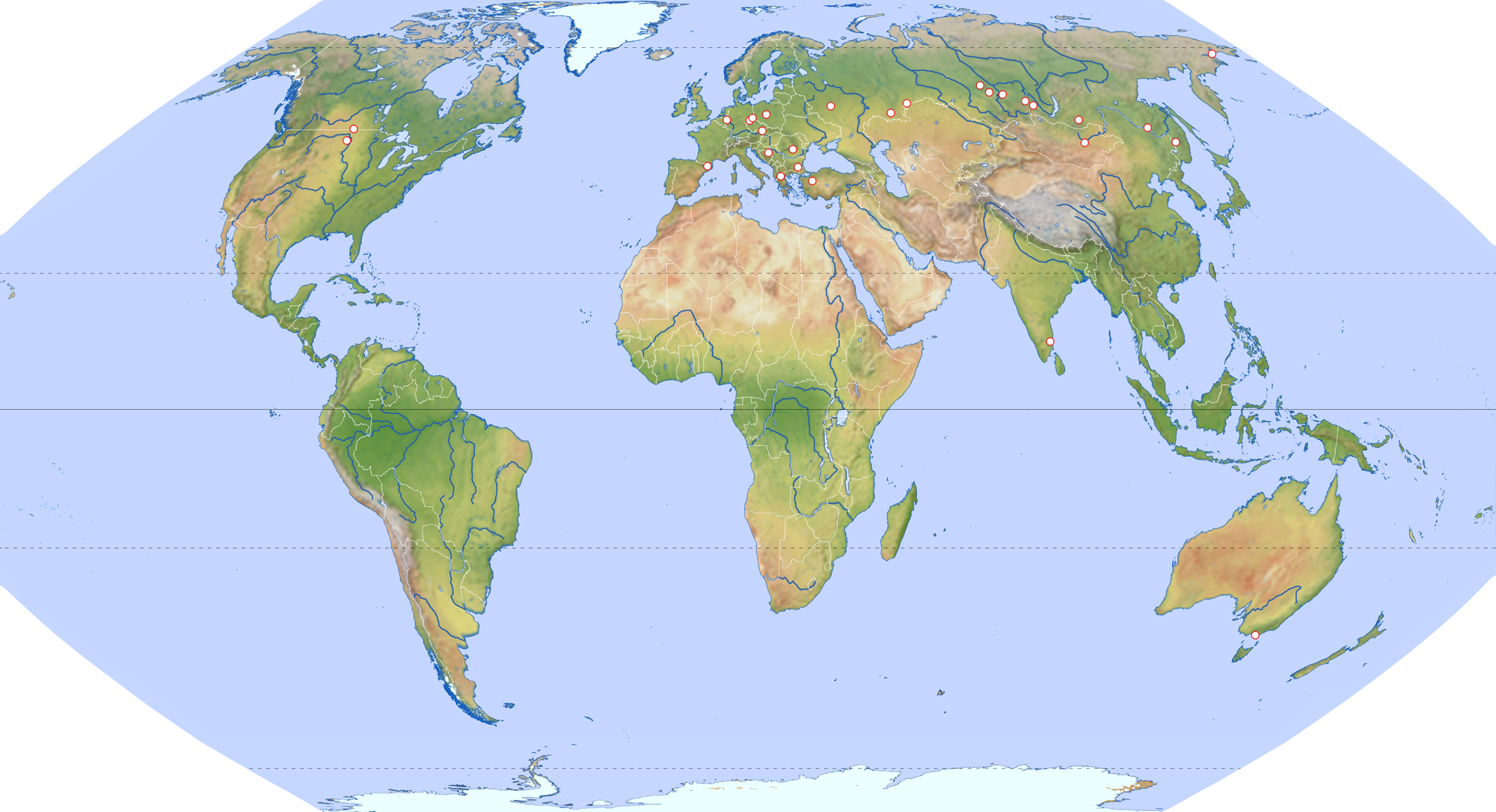
× Wo wird Braunkohle gefördert?
Fördergebiete/Lagerstätten für Braunkohle

Weltweit wurden 2012 etwa 1,1 Milliarden Tonnen Braunkohle gefördert. Deutschland (16,8 Prozent), die Volksrepublik China (13,1 Prozent), Russland (7,0 Prozent), die Türkei (6,8 Prozent) und die Vereinigten Staaten (6,5 Prozent) fördern davon etwa die Hälfte. Weitere große Abbaugebiete von Braunkohle in Europa befinden sich in Polen, der Tschechischen Republik und in Südosteuropa.
In Deutschland gibt es drei große Braunkohle-Reviere: das Rheinische in der Niederrheinischen Bucht, das Mitteldeutsche (siehe auch: Mitteldeutsche Straße der Braunkohle) und das Lausitzer Revier. Das Helmstedter Braunkohlerevier und weitere kleinere Reviere in der Oberpfalz (u. a. bei Wackersdorf) sowie in Nord- und Mittelhessen (Borken, in der Wetterau, im Kaufunger Wald bei Großalmerode/Hirschberg oder am Hohen Meißner) sind inzwischen ausgekohlt.
Das größte deutsche Braunkohleunternehmen ist die RWE Power AG (vormals RWE Rheinbraun AG) mit Sitz in Essen und Köln.
In Österreich wurde u. a. im Bundesland Oberösterreich bis Mitte der 1990er Jahre in Ampflwang (Hausruck) und Trimmelkam (Salzach-Kohlenbergbau) Braunkohle unter Tage gefördert. In der westlichen Steiermark wurde in Fohnsdorf bis zum Jahr 1978, im Bezirk Voitsberg in Zangtal und in Rosental an der Kainach bis 1990 Untertagebau und bis 2004 der Tagebau Oberdorf-Bärnbach betrieben. Der Braunkohlentagebau Langau-Riegersburg in Niederösterreich wurde bereits 1963 beendet.
| Rang | Land                | Förderung (in Mio. t) | Rang | Land                    | Förderung (in Mio. t) |
| ---- | ------------------- | --------------------- | ---- | ----------------------- | --------------------- |
| 1    | Volksrepublik China | 299,0                 | 11   | Tschechien              | 29,3                  |
| 2    | Deutschland         | 126,3                 | 12   | Bulgarien               | 28,3                  |
| 3    | Türkei              | 80,1                  | 13   | Rumänien                | 17,7                  |
| 4    | Russland            | 77,0                  | 14   | Thailand                | 14,0                  |
| 5    | Indonesien          | 60,0                  | 15   | Laos                    | 13,6                  |
| 6    | Polen               | 52,4                  | 16   | Bosnien und Herzegowina | 12,8                  |
| 7    | Indien              | 47,5                  | 17   | Griechenland            | 12,1                  |
| 8    | Vereinigte Staaten  | 42,9                  | 18   | Ungarn                  | 8,5                   |
| 9    | Australien          | 42,3                  | 19   | Kanada                  | 8,5                   |
| 10   | Serbien             | 36,4                  | 20   | Kosovo                  | 8,3                   |

Mit bis zu 300 Millionen Tonnen jährlicher Förderung lag die DDR bis Ende der 1980er-Jahre weltweit an der Spitze der Förderländer. Berechnungen der Bundesanstalt für Geowissenschaften und Rohstoffe (BGR) in Hannover kamen 2021 zu dem überraschenden Ergebnis, dass China bereits seit längerem der weltweit größte Braunkohleproduzent ist. 2014 erreichte die Produktion in Deutschland eine Höhe von rund 178 Millionen Tonnen (Mio. t) und lag damit um rund 32 Mio. t unter der Förderung Chinas. Bis 2019 erhöhte China seine Braunkohleproduktion auf 240 Mio. t, während die Förderung in Deutschland auf rund 131 Mio. t zurückging.

### Verarbeitung

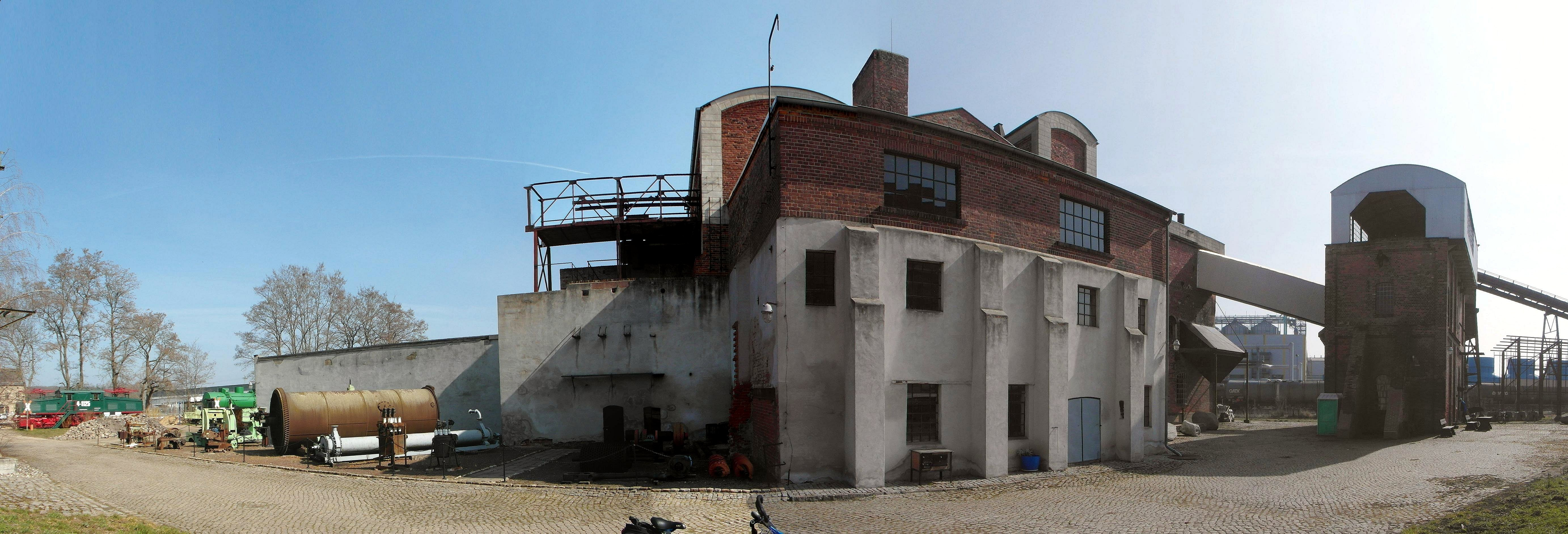
Industriedenkmal Brikettfabrik Herrmannschacht in Zeitz

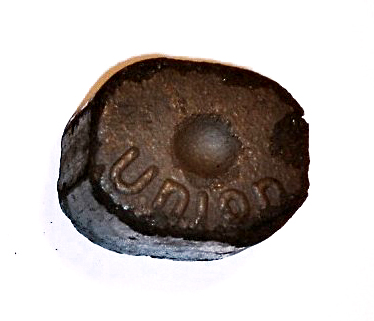
Union-Brikett der RWE Power AG

Die Sorten mit einem hohen Anteil flüchtiger Bestandteile lassen sich in Kokereien zu Braunkohlenkoks verarbeiten. Je nach Temperatur des Verfahrens erhält man Schwel- oder Grudekoks. Braunkohlenkoks wird in erster Linie im großtechnischen Maße zur Filtration verwendet, wobei das Material die im Labormaßstab übliche Aktivkohle aus Holz ersetzt. Darüber hinaus wird Rohbraunkohle in Kohleveredlungsbetrieben durch Zerkleinerung, Trocknung und Formung zu verschiedenen Festbrennstoffen (Briketts, Braunkohlenstaub, Wirbelschichtbraunkohle) weiterverarbeitet.
In Deutschland produzieren RWE Power AG und Vattenfall Europe Mining AG (ehem. Lausitzer Braunkohle AG) Braunkohlebriketts. RWE vertreibt seine Briketts unter dem Handelsnamen Union-Brikett und Vattenfall unter dem Namen Rekord-Brikett.

### Nutzung

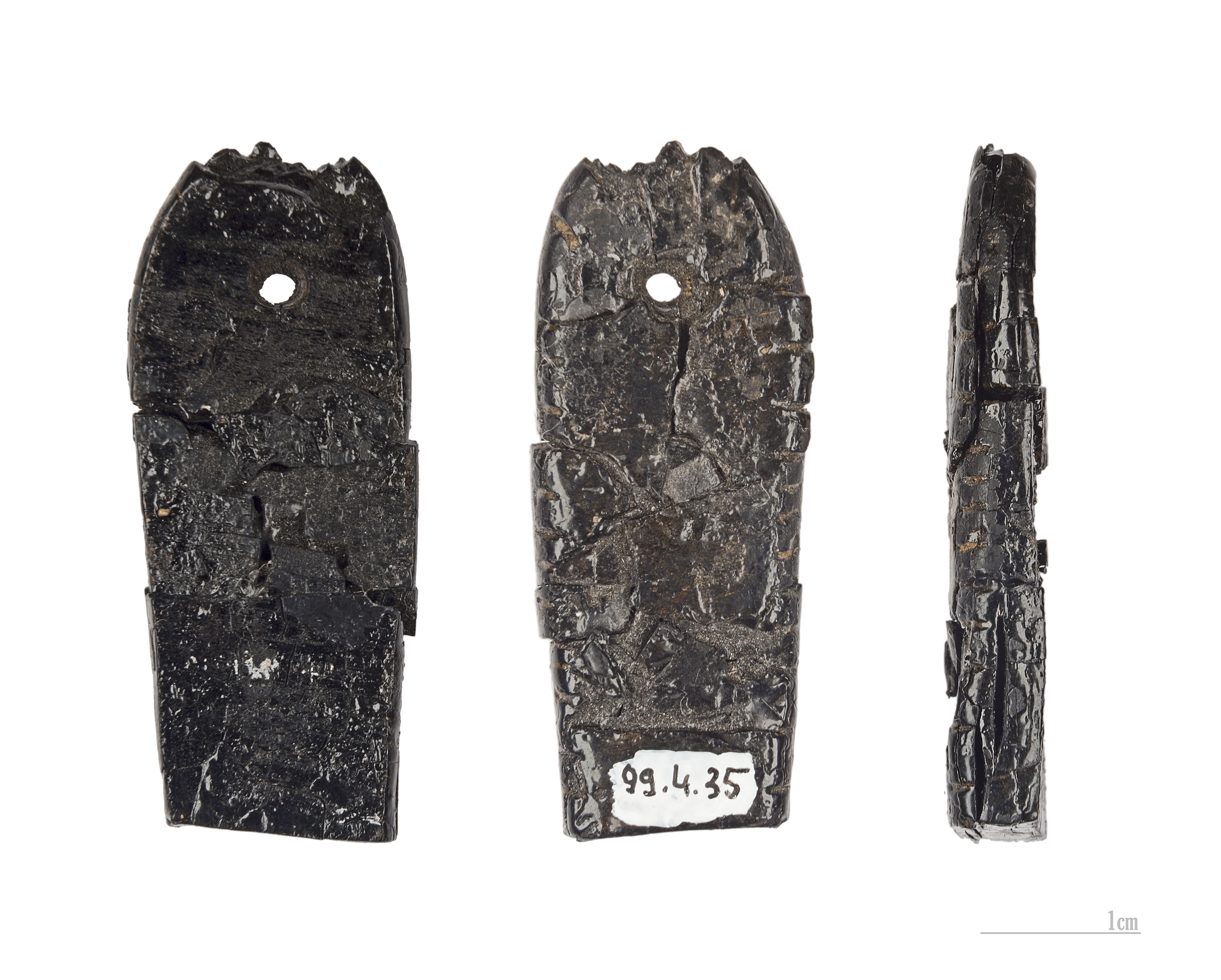
Anhänger aus Braunkohle als steinzeitlicher Höhlenfund (Magdalénien, 18.000–12.000 v. Chr.)

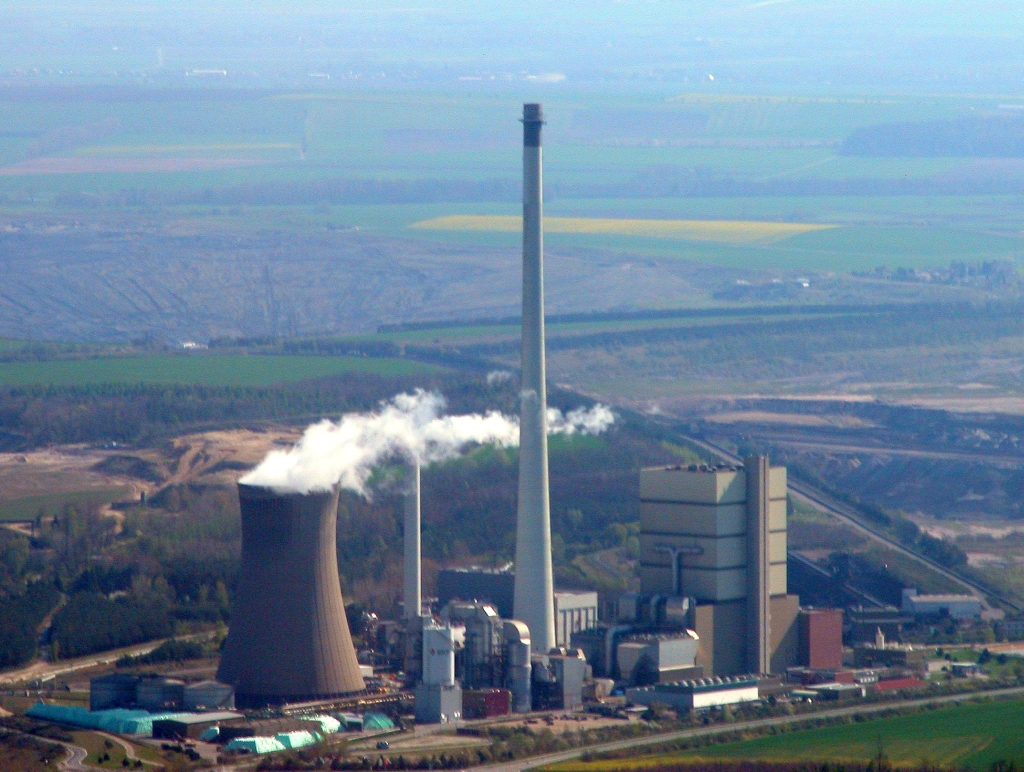
Das Kraftwerk Buschhaus bei Helmstedt verfeuerte Salzkohle

Braunkohle wird heute (2017) – gemahlen und getrocknet – zu 90 Prozent als Brennstoff zur Strom- und Fernwärmeerzeugung in öffentlichen und industriellen Kraftwerken genutzt.
Die übrigen 10 Prozent werden z. B. zu Briketts verarbeitet.
Besonders bitumenreiche Braunkohle (genannt auch Jet) wird zur Herstellung von Montanwachs verwendet. In geringerem Umfang wird Braunkohle als Bodensubstrat als Ersatz für Rindenmulch vermarktet.
Im Jahr 2010 betrug der Primärenergieverbrauch an Braunkohle 1.637 PJ (= knapp 12 Prozent des Primärenergieverbrauchs der Bundesrepublik Deutschland (13.645 PJ)). 2016 waren es 1.519 PJ und 2017 1.510 PJ.

## Umweltprobleme
Die Gewinnung von Braunkohle verursacht tiefgreifende Eingriffe in die Ökologie der Bergbaureviere. Es gilt als erstrebenswert, die anthropogenen Einflüsse durch vorausschauende Umweltplanung zu minimieren und die energetischen Ressourcen effizient zu nutzen.
Der Weltklimarat (Intergovernmental Panel on Climate Change, IPCC) fordert einen zügigen und grundlegenden Umbau der weltweiten Energieversorgung, um einen tiefgreifenden Klimawandel zu verhindern. Dazu gehört auch der Ausstieg aus der Verstromung von Braunkohle. Die Stromerzeugung aus Braunkohle stieg EU-weit im Jahr 2017 jedoch leicht, eine Abkehr von der Braunkohleverstromung ist bislang nicht zu erkennen.

### Gewinnung und Sanierung

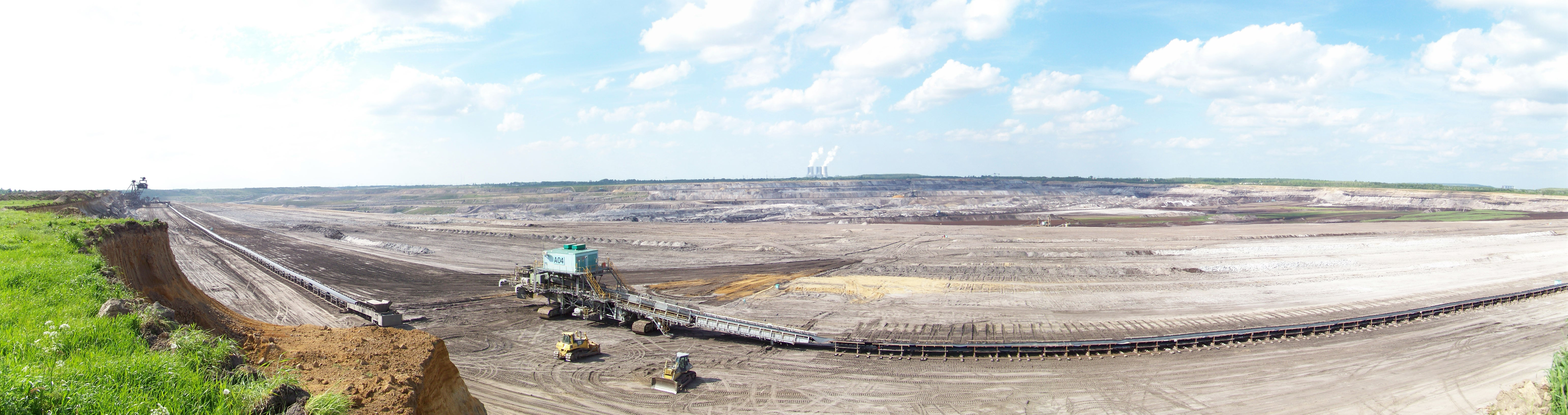
Braunkohletagebau Schleenhain bei Heuersdorf in Sachsen

Braunkohle in nennenswerten Mengen wird heute in Europa ausschließlich im Tagebau abgebaut. Die Gewinnung von Braunkohle im Tagebau ist mit einem hohen Flächenverbrauch verbunden. Diese Flächen werden nach Inanspruchnahme durch den Bergbaubetrieb wieder rekultiviert. Dabei werden Flächen aufgeforstet und/oder durch gezielte Bewirtschaftung wieder der Landwirtschaft zugeführt. Restlöcher werden in der Regel geflutet und zu Seen mit touristischer Nutzung (Leipziger Neuseenland, Villeseen) umgestaltet.
Um Lagerstätten, entsprechend dem deutschen Bergrecht, möglichst vollständig hereingewinnen zu können, werden ganze Dörfer umgesiedelt und abgebaggert (devastiert), was zu Konflikten mit der Bevölkerung führen kann (siehe auch Liste abgebaggerter Ortschaften).
Braunkohle wurde früher in großem Maßstab in allen deutschen Braunkohlerevieren im Tiefbau abgebaut. Mit zunehmender Mechanisierung verschob sich das Gewicht der Gewinnung zum Tagebau. Vorteile beim Tiefbau war die dadurch möglich selektive Gewinnung verschiedener Kohlesorten, u. a. für die chemische Industrie. Schwerpunkt war hier das mitteldeutsche Revier um Halle. In der Regel schlossen die Bergbaugesellschaften mit den Eigentümern der Flächen einen Pachtvertrag ab, der die Wiederherstellung der Flächen zur landwirtschaftlichen Nutzung nach beendetem Abbau vorsah. Die Bruchfelder über den abgebauten Feldesteilen wurden daher eingeebnet und den Eigentümern wieder übergeben. Dieser Prozess verlief nicht immer konfliktfrei.
Nach einer 2016 veröffentlichten Studie sind die von Energiekonzernen getroffenen Rückstellungen zur Sanierung der Braunkohletagebaue zu niedrig angesetzt und im Ernstfall nicht verfügbar.

### Luftverschmutzung

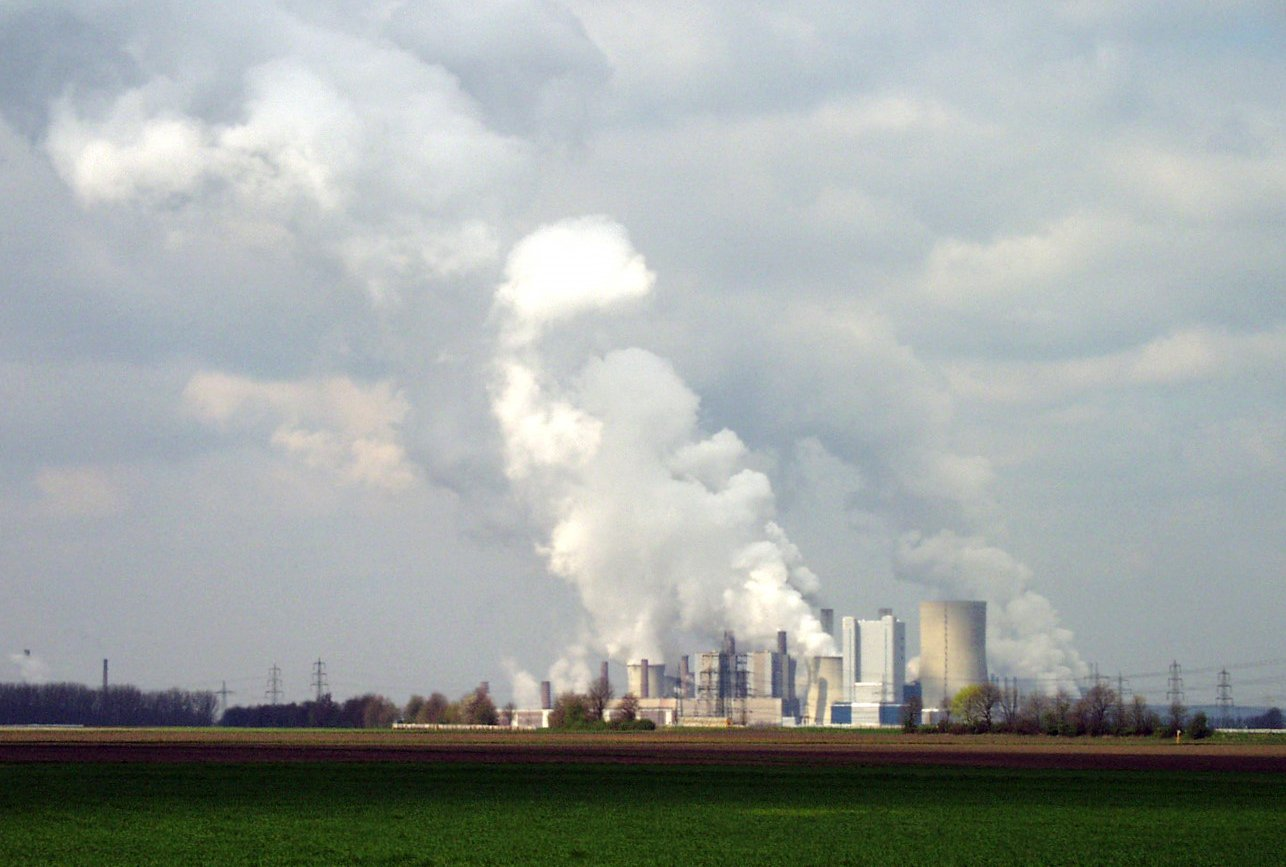
Wasserdampfschwaden aus den Kühltürmen des Braunkohlekraftwerks Niederaußem bei Köln

#### Luftschadstoffe
Braunkohlekraftwerke stoßen verschiedene Schadstoffe aus, die trotz Abgasfilterung zum Teil in die Umgebung kommen. Hierzu zählen z. B. diverse Schwermetalle sowie Feinstaub. Deutsche Braunkohle enthält im Vergleich zu deutscher Steinkohle nur etwa ein Drittel der radioaktiven Elemente Uran, Thorium und Radium.
Durch entsprechende technische Vorkehrungen konnte bisher vor allem die Emission von Schwefeldioxid und Flugasche verringert werden. Die Flugasche wird in modernen Kraftwerken z. B. durch Elektrofilter zu 99,5 % abgetrennt. Das Schwefeldioxid wird durch die Rauchgasentschwefelung zu 90 % abgesondert, wobei als Nebenprodukt große Mengen an Gips anfallen, der vor allem von der Bauindustrie weiter verwendet wird.

#### Klimarelevanz
Bei der Verfeuerung von Braunkohle entsteht zwangsläufig Kohlenstoffdioxid. Braunkohlekraftwerke, wie alle auf fossilen Energiequellen basierenden Kraftwerke, geben den im Brennstoff gespeicherten Kohlenstoff bei der Verbrennung in Form von Kohlenstoffdioxid in die Atmosphäre ab. Außerdem entstehen bei Kraftwerken große Mengen Wasserdampf. Die freigesetzten Mengen an Kohlenstoffdioxid und Wasserdampf sind als Treibhausgase wichtige Treiber der globalen Erwärmung. Kohlenstoffdioxid ist mit 77 % Anteil das wichtigste durch menschlichen Einfluss freigesetzte Klimagas. Bei Verdopplung des CO2-Anteils in der Atmosphäre gegenüber dem vorindustriellen Wert von 280 ppm ist nach dem Vierten Sachstandsbericht des IPCC mit einer Temperaturerhöhung zwischen 2 und 6 °C bis zum Jahr 2100 zu rechnen.
Da der im Brennstoff enthaltene Kohlenstoff zur Energieumwandlung bei optimaler Verbrennung vollständig in Kohlenstoffdioxid umgewandelt wird, kann bei derartigen Kraftwerken die Kohlenstoffdioxidfreisetzung prinzipbedingt nicht verhindert werden, sondern vorerst nur durch einen besseren Wirkungsgrad der Kraftwerke und dadurch geringeren Kohleverbrauch reduziert werden. Dennoch liegt der Kohlendioxid-Ausstoß von Braunkohlekraftwerken mit 980–1230 g CO2/kWh brennstoffbedingt deutlich höher als bei anderen fossil befeuerten Kraftwerken (siehe auch: Kohlekraftwerk). So stoßen moderne Gas-und-Dampf-Kombikraftwerke mit 410–430 g CO2/kWh z. B. nur rund ein Drittel des Kohlenstoffdioxids von Braunkohlekraftwerken aus.
Braunkohlekraftwerken ist etwa die Hälfte des durch die Stromerzeugung in Deutschland bedingten Kohlendioxid-Ausstoßes zuzurechnen, während der Anteil von Braunkohle an der Stromerzeugung nur etwa ein Viertel beträgt (Werte gelten für 2011). Damit ergibt sich für Braunkohle ein ca. dreimal so hoher CO2-Ausstoß je erzeugte kWh wie für den Durchschnitt der übrigen zur Stromerzeugung eingesetzten Energieträger.
Die vorgeschlagene und projektierte Abscheidung des CO2 (CCS – Carbon Capture and Storage) in „kohlenstoffdioxidfreien“ Kraftwerken ist mit technischem, energetischem und finanziellem Aufwand verbunden, was den Wirkungsgrad verringert und somit den Kohleverbrauch erhöht. Im brandenburgischen Schwarze Pumpe hat der Energiekonzern Vattenfall 2008 eine Versuchsanlage zur Kohlendioxidabtrennung errichtet. Ursprüngliche Pläne, das so abgeschiedene Kohlendioxid unterirdisch zu speichern, wurden wegen des Widerstandes in der Bevölkerung und „mangelndem Willen“ zur Umsetzung seitens der deutschen Politik wieder aufgegeben. Die CCS-Technologie ist umstritten, da der Wirkungsgrad der Kraftwerke dadurch absinkt und der sichere Verbleib des CO2 nicht endgültig gewährleistet werden kann.